# Jazmine Sepúlveda
Jazmine Sepúlveda (Brooklyn, 10 aprile 1985) è un'ex cestista statunitense con cittadinanza portoricana.

## Carriera
Guardia di 178 cm, ha giocato in Serie A1 con Chieti.
Con Porto Rico ha disputato tre edizioni dei Campionati americani (2011, 2013, 2015).

## Palmarès
- FIBA Centrobasket: 1
Nazionale portoricana: Portorico 2010